# Заговор Фиеско в Генуе
«Заговор Фиеско в Генуе. Республиканская трагедия» (нем. Die Verschwörung des Fiesco zu Genua. Ein Republikanisches Trauerspiel) — историческая драма немецкого писателя Фридриха Шиллера, опубликованная в 1783 году и впервые поставленная на сцене в 1784 году. Рассказывает о заговоре Джованни Луиджи де Фиески против правителя Генуи Андреа Дориа в 1547 году.

## Сюжет
Действие «Заговора» происходит в 1547 году в Генуе, которой правит дож (в классическом переводе на русский язык герцог) Андреа Дориа. Тиранические замашки его племянника и наследника Джанеттино вызывают всеобщее недовольство и приводят к формированию аристократического заговора, разные участники которого преследуют разные цели. Веррина стремится восстановить республиканский строй, Бургоньино — отомстить за свою изнасилованную невесту, Сакко — избежать банкротства, Кальканьо — отвлечь от семейных дел мужа женщины, которую он хочет сделать своей любовницей. Неясными для остальных остаются цели Фиеско — руководителя заговора, самого выдающегося аристократа Генуи, смелого и амбициозного человека.
Веррина, опасаясь, что Фиеско может стремиться к единоличной власти, решает в случае необходимости убить его. Таким образом, формируются сразу три заговора: монархический (Джанеттино планирует при поддержке императора захватить неограниченную власть и отстранить от правления дядю), антидорианский и республиканский внутри него. В городе начинаются бои, Джанеттино погибает от руки Бургоньино. Фиеско, провозглашённый герцогом, случайно убивает свою любимую жену Леонору, надевшую плащ Джанеттино. В первой редакции пьесы Веррина убивает Фиеско; во второй редакции последний отказывается от верховной власти и мирится с республиканцами.
Историки отмечают, что в целом Шиллер показал реальные исторические события почти без искажений. Он только ввёл линию Берты (дочери Веррины, изнасилованной тираном), сделал Веррину убеждённым республиканцем и отказался от мотива случайной гибели главного героя: в действительности Джан Луиджи Фиески, граф Лаванья, оступился, когда поднимался на борт корабля в генуэзской гавани, и утонул.

## Создание и судьба текста
Шиллер начал работу над «Заговором Фиеско в Генуе» в Штутгарте в январе 1782 года, сразу после премьеры своей первой драмы «Разбойники». Известно, что сюжет ему посоветовал интендант мангеймского театра Герберт фон Дальберг. Благодаря успеху «Разбойников» Шиллер верил в свой талант драматурга, и в «Заговоре» он рассчитывал избежать допущенных в первой пьесе ученических ошибок. Писатель тогда служил фельдшером в армии герцога Вюртембергского, что стало существенной помехой в работе: в конце августа герцог запретил ему любую литературную деятельность, не связанную с медициной.
После этого запрета Шиллер решил бежать в Мангейм. Он хотел взять с собой уже законченную пьесу, и поэтому накануне побега работал над ней особенно энергично, но дописать всё же не успел. Прибыв в Мангейм в конце сентября 1782 года, Шиллер прочёл пьесу актёрам местного театра, собравшимся в доме режиссёра Вильгельма Христиана Мейера. Им услышанное не понравилось; хозяин дома даже признался в перерыве другу Шиллера Андреасу Штрайхеру, что «Заговор» — худшая пьеса, какую он когда-либо услышал. Впрочем, Мейер оставил текст пьесы у себя, прочёл его в ту же ночь и полностью поменял своё мнение. По-видимому, первое негативное впечатление сложилось из-за швабского произношения Шиллера и его плохой декламации.
Работа над «Заговором» затянулась из-за появления у Шиллера идеи новой пьесы, «Луиза Миллер» (окончательное название — «Коварство и любовь»), а также из-за затруднений, связанных с финалом. Драматург не мог определиться с тем, должен ли главный герой оказаться злодеем или добродетельным человеком, тираном или борцом за Республику. В начале ноября он всё же дописал пьесу, выбрав первый вариант (Веррина в этой редакции сталкивает Фиеско в воду в гавани, и тот тонет).
Весной 1783 года «Заговор Фиеско в Генуе» был опубликован отдельной книгой. 11 января 1784 года состоялась театральная премьера, причём перед этим Дальберг добился переработки текста в угоду публике: в этой редакции Фиеско и Веррина примиряются, жена Фиеско остаётся жива. Позже Шиллер создал новый сценический вариант «Заговора», более близкий к первой редакции пьесы.
Ещё одну сценическую адаптацию «Заговора Фиеско в Генуе» создал французский писатель Александр Дюма-отец (1827 или 1828). Его пьеса получила название «Фиеско де Лаванья».

## Оценки
Первые зрители в Мангейме встретили «Заговор» довольно холодно: местная публика предпочитала мелодраматические эффекты республиканскому пафосу. После двух представлений пьесу убрали из репертуара. Шиллер в мае 1784 года написал одному из своих друзей: «Публика не поняла „Фиеско“. Здесь, на этой земле, республиканская свобода — пустой звук, бессмысленное наименование; в пфальцском дворянстве не течёт крови римлян». Позже пьеса была поставлена во Франкфурте и Берлине и там имела успех, поскольку в этих больших городах зрители больше интересовались политикой.
Из-за своей тематики «Фиеско» был высоко оценён в революционной Франции. 10 октября 1792 года Шиллер получил за эту пьесу звание почётного гражданина Французской республики.
Современные литературоведы констатируют, что «Фиеско» написан во многом хуже, чем «Разбойники»: в диалогах слишком много риторики, не хватает экспрессии, недостаточно хорошо обрисован образ Веррины, играющего ключевую роль в действии. При этом биограф Шиллера Рюдигер Сафрански назвал пьесу «первым крупным шедевром» писателя из-за того, что в ней на новом уровне поставлена проблема свободы.
Реплика из пьесы «Мавр сделал своё дело, мавр может уходить» стала известным крылатым изречением.